# René Koehler
Pour les articles homonymes, voir Koehler.
René Koehler, né le 7 mars 1860 à Saint-Dié et mort le 19 avril 1931 à Lyon, est un zoologiste français.
Spécialisé en biologie marine, il participe à l'essor de cette discipline et décrit durant sa carrière plus d'un millier d'espèces d'échinodermes dont il est l'un des plus grands spécialistes.

## Biographie
Après des études de médecine à Nancy, Jean Baptiste François René Koehler se rend à Marseille au laboratoire de zoologie maritime et prépare, sous la direction du professeur Antoine-Fortuné Marion, sa thèse de doctorat ès sciences qu'il obtient en 1883. Il passe également la même année une thèse de médecine à Nancy.
Pour préparer sa thèse en sciences, Koehler effectue deux séjours à la Station marine d'Endoume en 1881 et en 1882.
Profitant de son statut de médecin, il embarque comme médecin de bord dans des expéditions en Afrique du Nord, au Proche-Orient et aux Antilles.
Revenu à Nancy, il est chargé de cours de zoologie à la Faculté des sciences avant d'être nommé, en 1889, professeur de zoologie à la Faculté des sciences de Lyon.
Il rencontre Jeanne Lumière, fille d'Antoine Lumière, qu'il épouse en 1890. Cette rencontre favorise ses recherches sur la photographie.
Il travaille surtout sur les isopodes et les échinodermes et mène en 1895 l'expédition du Caudan dans le golfe de Gascogne pour rassembler une collection d'échinodermes, de mollusques et de bryozoaires, conservée et décrite dans les Annales de l'Université de Lyon.
Le prince Albert de Monaco lui confie l’étude des spécimens collectés lors des voyages des navires Princesse Alice, Hirondelle et Investigator. Par la suite, il étudie aussi les spécimens collectés lors des campagnes océanographiques du Pourquoi Pas ? et du Francais dirigées par Jean-Baptiste Charcot.
René Koehler est aussi membre du conseil d’administration des Usines Lumière et il travaille en parallèle à l’usine de plaques photographiques où il dirige le laboratoire de chimie.
René Koehler devient président de la Société zoologique de France en 1911. Une partie de ses collections sont actuellement conservées parmi les collections universitaires zoologiques de l'Université Claude Bernard Lyon 1 et dans celles de l'université Paul Sabatier de Toulouse.
Pendant la  Première Guerre mondiale, Koehler dirige un hôpital militaire avec ses beaux-frères.

### Expédition du Caudan

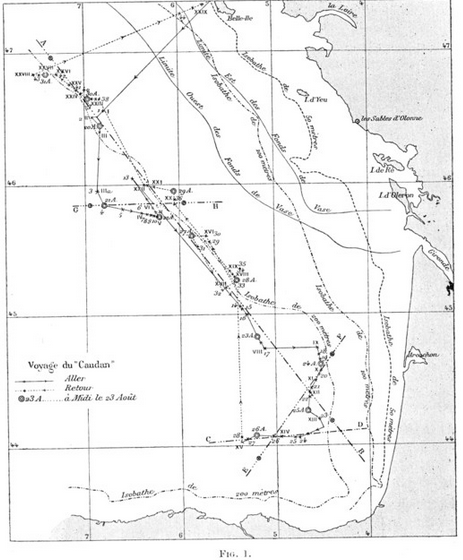
Trajectoire du Caudan

L'expédition part du port de Lorient en août 1895 à bord d'un bateau de guerre léger de type aviso prêté par l'État et nommé Le Caudan,. En dehors de Koehler, d'autres spécialistes de l'époque, comme  Louis Roule, Julien Thoulet et Félix Le Dantec, y participent.

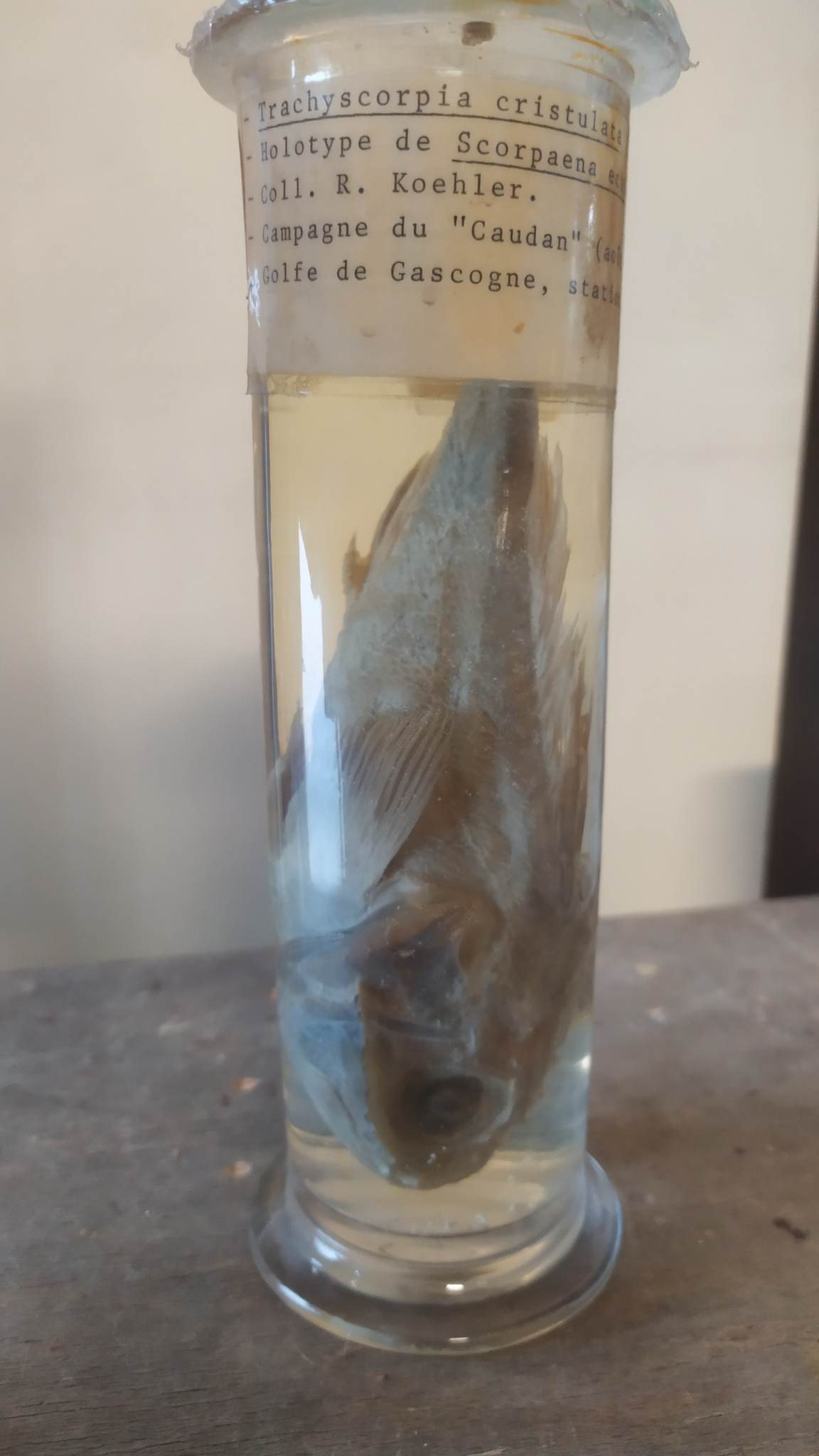
Holotype de Rascasse (Trachyscorpia echinata) pêchée à 1410 m dans la station 4 lors de l'expédition du CaudanSpécimen présent aux collections zoologique de l'Université Lyon 1 (UCBLZ).

L'expédition du Caudan se déroule pendant 14 jours entre août et septembre 1895. Elle est en partie financée par des fonds privés, notamment des dons de la famille Lumière. L'objectif est de réaliser un dragage des fonds marins jusqu'à 2 200 mètres de profondeur, ce qui n'a jamais été fait à l'époque. Durant l'expédition, 500 spécimens d'espèces sont collectés et identifiés. Parmi eux, 94 appartiennent à des espèces inconnues alors.
La majorité des poissons issus de l'expédition du Caudan sont conservés à l'université Paul Sabatier de Toulouse qui consacre un site à l'expédition. Les collections de l'université Lyon 1 en possèdent également de nombreux spécimens dont des holotypes.

### Distinctions et récompenses
- 1896 : officier de l'instruction publique et détenteur des palmes académiques.
- 1909 : chevalier de la Légion d'honneur⁣⁣, introduit par Auguste Lumière.
- 1910 : Officier de l'Ordre de Saint-Charles de Monaco.
- 1918 : Prix Saintour attribué par l'Académie des sciences.
- 1922 : Prix Cuvier
- 1923 : officier de la Légion d'honneur, introduit par Louis Lumiere.
- 1925 : Correspondant pour section anatomie et Zoologie[5].

En 1988, le genre Koehleria de la famille des Cucumariidae est nommé en son honneur. En outre, son nom est commémoré par des organismes avec l'épithète spécifique koehleri.

## Publications
- Recherches sur les Échinides des côtes de Provence (thèse soutenue le 31 mai 1883), Marseille, Cayer, 1883, 183 p..
- Recherches physiologiques sur l’action du poison chez les invertébrés (thèse de médecine), Nancy, 1883.
- Contribution à l’étude de la faune littorale et marine des Iles anglo-normandes : Jersey, Guernesey, Herm et Sark, Nancy, Berger-Levrault, 1885, 70 p..
- Les applications de la photographie aux sciences naturelles, Paris, Gauthier-Villars et fils, 1893, 199 p. (lire en ligne).
- avec Eugène Bataillon : « Recherches sur l’extension du blastoderme et l’orientation de l’embryon dans l’œuf des Téléostéens », Compte rendu des séances de l'Académie des sciences,‎ 1893.
- avec Alexeï Korotnev (en) : « Catalogue raisonné des échinodermes recueillis par M. Korotnev aux îles de la Sonde », Mémoires de la Société zoologique de France, vol. VIII,‎ 1895, p. 374-423.
- avec Auguste Lumière et Louis Lumière : Sur une nouvelle application de l’aldéhyde formique à la conservation des cadavres et à l’embaumement, Nancy, 1895[10].
- Résultats scientifiques de la campagne du "Caudan" dans le golfe de Gascogne, août-septembre 1895, Paris, Masson, 1896 (lire en ligne).
- Sur les Echinocardium de la Méditerranée et principalement sur les Echflavescens et méditerraneum (Extrait de la Revue suisse de zoologie, 1898, tome VI), Genève, 1899.
- Note préliminaire sur les Echinides et les Ophiures de l’expédition antarctique belge, Bruxelles, Hayez, 1900, 7 p..
- Expédition antarctique belge : résultats du voyage du S. Y. Belgica en 1897-1898-1899... Rapports scientifiques : Zoologie : Echinides et ophiures, Anvers, Buschmann, 1902.
- avec Francis Arthur Bather : « Gephyrocrinus grimaldii, crinoïde nouveau provenant des campagnes de la Princesse Alice », Mémoires de la Société zoologique de France, vol. 15,‎ 1902, p. 68-79 (lire en ligne).
- avec C. Vaney : Mission des pêcheries de la côte occidentale d’Afrique. II. Echinodermes, Bordeaux, Société linnéenne, 1905.
- Note préliminaire sur les échinodermes recueillis par l’Expédition antarctique francaise du Dr. Charcot (Echinides, astéries et ophiures (extrait du Bulletin du Muséum d'histoire naturelle, 1905, p. 464-470), Paris, 1906 (lire en ligne).
- Révision de la collection des Ophiures du Museum d’histoire Naturelle de Paris, Paris, 1907.
- avec C. Vaney : Description d’un nouveau genre de Prosobranches parasite sur certains Echinides (Extrait du Bulletin de l'Institut océanographique, n° 118, 1908), Monaco, 1908, 16 p..
- Échinodermes provenant des campagnes du yacht Princesse-Alice (astéries, ophiures, échinides et crinoïdes), Monaco, 1909, 317 p..
- Astéries et ophiures des îles Aru et Keï, Francfort, Senckenb-Naturwissenschaft Gesellschaft, 1910.
- Description de quelques astéries nouvelles, Genève, Musée d’histoire naturelle, 1911.
- Aroturidés nouveaux provenant des campagnes de la Princesse-Alice ou appartenant au Musée océanographique de Monaco, Monaco, Musée d’histoire naturelle, 1911.
- Deuxième expédition antarctique Française 1908-1910 commandée par le Dr Jean Charcot. Sciences naturelles. Documents scientifiques. Astéries, ophiures et échinides, Paris, Masson, 1912, 270 p. (lire en ligne).
- Échinodermes (astéries, ophiures et échinides). Recueillis par M. Rallier du Baty, aux îles de Kerguelen, en 1913-1914, Paris, Masson, 1917.
- Les échinodermes des mers d’Europe, Paris, O. Doin, 1924-1927, 2 vol.
- Ophiures : recueillies par Th. Mortensen dans les mers d’Australie et dans l’Archipel malais, Copenhague, Bianco Luno, 1930, 295 p..